# 碳化锂
碳化锂（Li2C2），锂的碳化物之一。

## 性质
无色质脆晶体。为离子型碳化物。具很强的还原性，冷时可在氟气和氯气中燃烧；强热时，可在氧、硫、硒的气氛中着火。熔点时可被氯酸钾或硝酸钾氧化。与浓酸缓慢反应。与氢氧化钾共熔融时，发生放热分解反应。与水作用，产生乙炔和氢氧化锂。
锂与碳可形成一系列的二元化合物，包括：Li2C2、Li4C、Li6C2、Li8C3、Li6C3、Li4C3、Li4C5，以及石墨层间化合物 LiC6、LiC12 和 LiC18。其中 Li2C2 是唯一可从单质化合制取的、热力学上稳定的富锂化合物。它最早由法国化学家亨利·莫瓦桑在1896年通过用煤与碳酸锂反应而制得。其他富锂的化合物可通过锂蒸气与氯代烃（如四氯化碳）反应得到。

## 制备
碳与单质锂、碳酸锂反应，或者用单质锂与乙炔（在液氨中）或乙烯反应，都可以制得碳化锂。实验室中一种制取碳化锂的简便方法是向丁基锂的己烷溶液中通入乙炔。碳化锂沉淀出来，可被过滤出来、洗涤并干燥。